# Царичина
Царичина је насеље у Србији у општини Сјеница у Златиборском округу. Према попису из 2022. било је 14 становника (према попису из 1991. било је 30 становника).

## Демографија
У насељу Царичина живи 14 пунолетних становника, а просечна старост становништва износи 42,5 година (35,8 код мушкараца и 51,8 код жена). У насељу има 5 домаћинстава, а просечан број чланова по домаћинству је 4,00.
Ово насеље је углавном насељено Бошњацима (према попису из 2002. године), а у последња три пописа, примећен је пад у броју становника.
|  |

| Демографија | Демографија | Демографија |
| Година      | Становника  | Становника  |
| ----------- | ----------- | ----------- |
| 1948.       | 161         |             |
| 1953.       | 187         |             |
| 1961.       | 202         |             |
| 1971.       | 136         |             |
| 1981.       | 71          |             |
| 1991.       | 30          | 30          |
| 2002.       | 20          | 21          |

| Етнички састав према попису из 2002.‍ | Етнички састав према попису из 2002.‍ | Етнички састав према попису из 2002.‍ | Етнички састав према попису из 2002.‍ | Етнички састав према попису из 2002.‍ |
| ------------------------------------ | ------------------------------------ | ------------------------------------ | ------------------------------------ | ------------------------------------ |
|                                      |                                      |                                      |                                      |                                      |
| Бошњаци                              | Бошњаци                              |                                      | 17                                   | 85,0%                                |
| Срби                                 | Срби                                 |                                      | 3                                    | 15,0%                                |
| непознато                            | непознато                            |                                      | 0                                    | 0,0%                                 |

| Година пописа     | 1948. | 1953. | 1961. | 1971. | 1981. | 1991. | 2002. |
| ----------------- | ----- | ----- | ----- | ----- | ----- | ----- | ----- |
| Број домаћинстава | 21    | 24    | 26    | 22    | 11    | 6     | 5     |

| Број чланова      | 1 | 2 | 3 | 4 | 5 | 6 | 7 | 8 | 9 | 10 и више | Просек |
| ----------------- | - | - | - | - | - | - | - | - | - | --------- | ------ |
| Број домаћинстава | 0 | 3 | 0 | 0 | 0 | 1 | 0 | 1 | 0 | 0         | 4,00   |

| Пол    | Укупно | Неожењен/Неудата | Ожењен/Удата | Удовац/Удовица | Разведен/Разведена | Непознато |
| ------ | ------ | ---------------- | ------------ | -------------- | ------------------ | --------- |
| Мушки  | 10     | 6                | 4            | 0              | 0                  | 0         |
| Женски | 7      | 1                | 4            | 2              | 0                  | 0         |
| УКУПНО | 17     | 7                | 8            | 2              | 0                  | 0         |

| Пол    | Укупно                    | Пољопривреда, лов и шумарство | Рибарство                            | Вађење руде и камена | Прерађивачка индустрија       |
| ------ | ------------------------- | ----------------------------- | ------------------------------------ | -------------------- | ----------------------------- |
| Мушки  | 7                         | 7                             | 0                                    | 0                    | 0                             |
| Женски | 3                         | 3                             | 0                                    | 0                    | 0                             |
| УКУПНО | 10                        | 10                            | 0                                    | 0                    | 0                             |
| Пол    | Производња и снабдевање   | Грађевинарство                | Трговина                             | Хотели и ресторани   | Саобраћај, складиштење и везе |
| Мушки  | 0                         | 0                             | 0                                    | 0                    | 0                             |
| Женски | 0                         | 0                             | 0                                    | 0                    | 0                             |
| УКУПНО | 0                         | 0                             | 0                                    | 0                    | 0                             |
| Пол    | Финансијско посредовање   | Некретнине                    | Државна управа и одбрана             | Образовање           | Здравствени и социјални рад   |
| Мушки  | 0                         | 0                             | 0                                    | 0                    | 0                             |
| Женски | 0                         | 0                             | 0                                    | 0                    | 0                             |
| УКУПНО | 0                         | 0                             | 0                                    | 0                    | 0                             |
| Пол    | Остале услужне активности | Приватна домаћинства          | Екстериторијалне организације и тела | Непознато            | Непознато                     |
| Мушки  | 0                         | 0                             | 0                                    | 0                    | 0                             |
| Женски | 0                         | 0                             | 0                                    | 0                    | 0                             |
| УКУПНО | 0                         | 0                             | 0                                    | 0                    | 0                             |